# Periadriatische lijn
| Geologie van de Alpen |
| --- |
| Weisshorn |
| Tektonische indeling |
| Molassebekken |
| Helvetische Zone |
| Penninische Dekbladen |
| Austroalpiene Dekbladen |
| Zuidelijke Alpen |
| Geologische structuren |
| Aarmassief · Dent Blanche-nappe · Engadin-venster · Hohe Tauern-venster · Periadriatische lijn · Ivrea-zone · Lepontin dome · Rhône-Simplonlijn · Sesia-zone |
| Paleogeografische gebieden |
| Valais-oceaan |
| Briançonnais microcontinent |
| Piëmont-Liguriëbekken |
| Apulische of Adriatische plaat |
| Portaal Geologie |

De Periadriatische lijn is de geologische scheidingslijn in de Alpen die de grens vormt tussen de Europese en Adriatische (soms "Afrikaans" genoemde) delen van de aardkorst. De lijn bestaat uit een aantal grote breukzones en loopt van oost naar west. De lijn geeft ook de tektonische scheiding aan tussen de centrale zones van de Alpen in het noorden en het zuidelijke voorland in het zuiden.

## Ligging

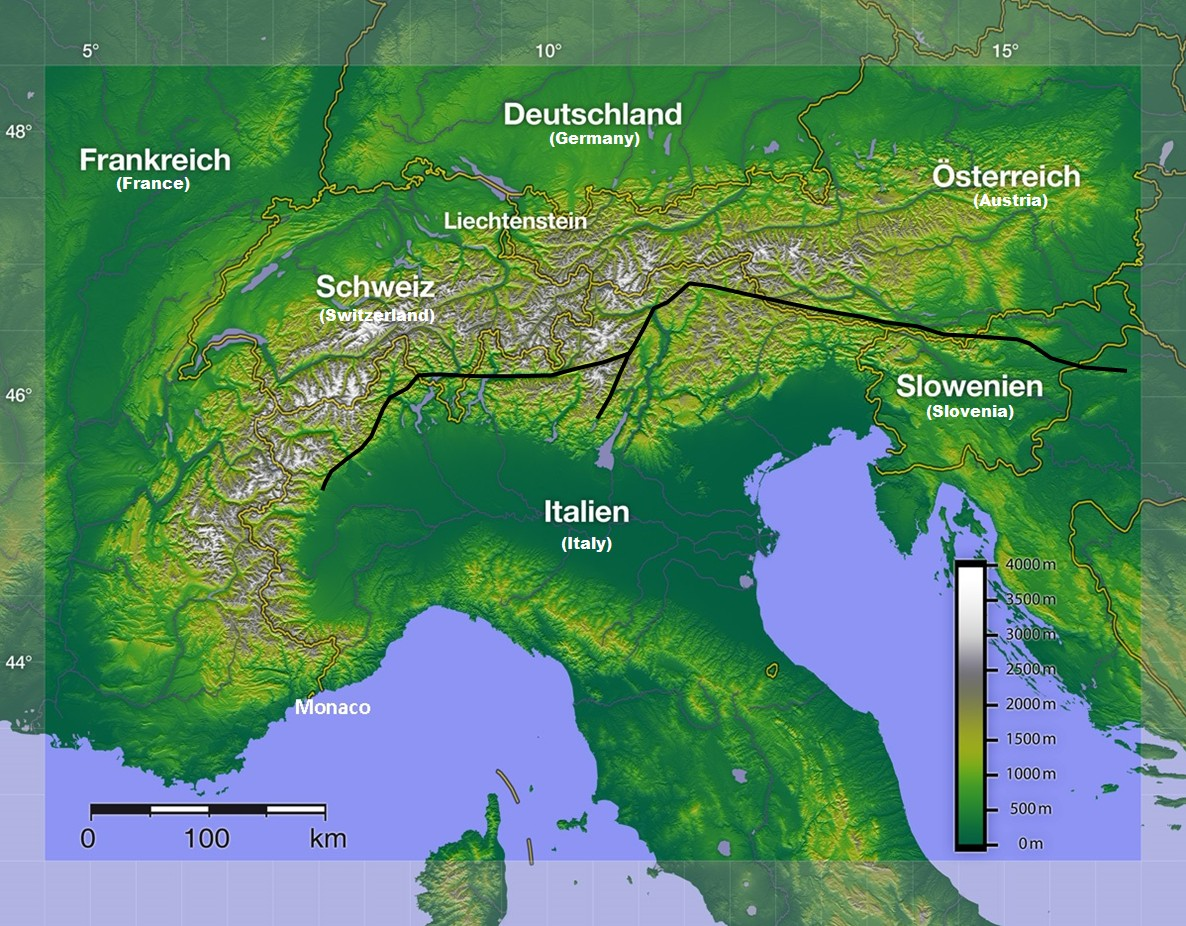
Ligging

De Periadriatische lijn loopt over een aantal breukzones, die vaak onder de eigen naam genoemd worden. Vanaf Ivrea, waar de lijn onder recente sedimenten van het Po bekken verdwijnt, loopt de lijn eerst noordoost en dan oost. Dit gedeelte wordt "Insubrische lijn" of "Tonalelijn" genoemd. Deze breukzone loopt ten noorden van het Lago d'Idro dood op de "Giudicárie-lijn", een grote zuidwest-noordoost lopende breukzone. De Periadriatische lijn volgt deze lijn een tijd in noordoostelijke richting. Iets ten noorden van Meran buigt de lijn om naar het zuidoosten, om dan door het Pustertal en het Gailtal te gaan lopen ("Pustertallijn" en "Gailtallijn"). Verder naar het oosten loopt de Periadriatische lijn door het dal van de Drau ("Draulijn") en dan Slovenië in. In de buurt van Maribor verdwijnt de lijn onder sedimenten van het Pannonisch bekken.

## Tektonische betekenis
Een dergelijke belangrijke breukzone in een gebergte wordt wel een sutuur genoemd, en is het overblijfsel van een voormalige subductiezone. In de Alpen geeft de lijn grofweg de grens aan tussen gesteentes van wat vroeger twee verschillende continenten waren: Europa in het noorden en de Adriatische plaat in het zuiden.
Grofweg, omdat de gesteentes van de Austroalpiene nappes, die afkomstig zijn van de Adriatische plaat, ook ten noorden van de lijn liggen. De Insubrische lijn is namelijk een retro-overschuiving, die een deel van de overrijdende plaat heeft afgesneden. Langs de breukzone heeft opschuiving plaatsgevonden: het noordelijke blok beweegt omhoog ten opzichte van het zuidelijke blok.
Behalve overschuiving vindt er ook zijschuiving plaats langs de lijn, als gevolg van het bewegen van de Adriatische plaat ten opzichte van de Europese. In het westen van de Alpen (ter hoogte van Zwitserland) schuift het zuidblok naar het westen (dextraal).